# Merlin (raketmotor)
Merlin är en familj av raketmotorer som utvecklats av Spacex, för företagets Falcon 1, Falcon 9 och Falcon Heavy raketer. Merlinmotorerna använder RP-1 och flytande syre som drivningsmedel.

## Versioner

### Merlin 1A
Merlin 1A användes av den första versionen av Falcon 1.

### Merlin 1B
Merlin 1B utvecklades för Falcon 1. På grund av lärdomar från Falcon 1, övergav man konstruktionen och gick vidare till Merlin 1C.

### Merlin 1C
Merlin 1C användes av Falcon 1 och Falcon 9.

#### Merlin 1C Vaccum
En modifierad version av Merlin 1C användes av Falcon 9s andra steg.

### Merlin 1D
Merlin 1D användes av Falcon 9 och Falcon Heavy.

#### Merlin 1D Vaccum
En modifierad version av Merlin 1D användes av Falcon 9 och Falcon Heavy andra steg.